# 加益镇
加益镇，是中华人民共和国广东省云浮市罗定市下辖的一个乡镇级行政单位。

## 行政区划
加益镇下辖以下地区：
加益社区、旺水村、木寨村、排埠村、石头村、清水村、双益村、合江村、灵凡村和鳌头村。